# Kurowie (ród)

Herb Kur rodu heraldycznego Kurów

Kurowie herbu Kur – rycerski ród mazowiecki. Dał początek (m.in. poprzez adopcję herbową), szerokiemu rodowi heraldycznemu posługującemu się jednym herbem rycerskim o proklamie Kur. Ten ród herbowy składał się z kilku osobnych rodzin, zamieszkujących później oprócz Mazowsza, w: Małopolsce, na Śląsku, Podlasiu, Lubelszczyźnie, oraz w dawnym województwie mścisławskim. W książce Stanisława Hr. Mieroszowskiego, zatytułowanej Kilka słów o heraldyce polskiej – z roku 1887, wydanej w Krakowie, pochodzenie pradawne rodu Kurów, wywodzi autor z terenów znajdujących się pomiędzy Kurlandią i Inflantami oraz z ziem Prus i Pomorza. O trafności tej tezy świadczy widniejący herb Kur Biały w galerii herbowej pomorskiej rodziny von Podewils, właścicieli zamku rycerskiego w miejscowości Krąg (województwo zachodniopomorskie).

## Najstarsze zapiski dotyczące rodu Kurów na Mazowszu
Pierwsze zapiski wspominające mazowiecki ród Kurów, datowane na rok 1239 znajdujemy w Archiwum Główne Akt Dawnych w Warszawie, w Tabulatorium Actorum Antiquorum Varsoviense Maximum.
Prezentowany jest tu dokument pergaminowy ze zbioru dokumentów pergaminowych nr 6433. Dokument datowany jest z 2 maja 1239, a sporządzony w Płocku.
W nim Bolesław książę mazowiecki, potwierdza kupno wsi "Doiasdovo" przez Cur'a i Józefa za 7 grzywien. (łac.)
Wyd.: Codex diplomaticus et commemorationum Masoviae generalis, wyd. Jan Korwin-Kochanowski, Warszawa 1919, nr 388

B. dei gracia dux mazouie omnibus Christi fidelibus imperpetuum .Notum sit // omnibus tam presentibus quam subsequentibus, quod cur ( sic ) et Jozeph eme // runt hereditatem, que wlgo doiasdouo dicitur, a mymrido fili // o nynognevy consanguineis eius non contradicentibus,pro VIItem // marcis argenti et medja iure hereditario possidendam Cuius // rei sunt hij testes Barto Windinus dapifer frater eius Johannes Pa // uel Nicholaus starceuo Petrus subcamerarius, Clymas subiudex Bozei Andreas sasini Guernos Pacozlauus capel // lanus Petrus subcancellarius Factum in Plocsk in festo Sigis// mundj regis, anno abincarnacione (sic) domini M° CC° XXX° nono

W tłumaczeniu na polski:

Bolesław z łaski bożej książę Mazowsza wszystkim wierzącym w Chrystusa na zawsze. Niech będzie wiadomym wszystkim tak obecnym jak przyszłym, że Kur i Józef kupili wieś, która nazywa się Dojazdowo, od Mymrida, syna Niongniewa, za zgodą krewnych, za 7 i pół marki srebra z prawem dziedziczenia. Świadkami byli: Barto, Windinus, stolnik, brat jego Jan, Paweł, Mikołaj Starcewo, Piotr, podkomorzy, Klimas, podsędek, Bożej, Andrzej, Sasin, Guernos, Pakosław, kapelan, Piotr, podkanclerzy. Dane w Płocku, w święto króla Zygmunta, roku od wcielenia pańskiego MCCXXX dziewiątego.

Nieco więcej informacji dotyczących nabywców mazowieckiej wsi Dojazdowo, znajdujemy w opracowaniu Józefa Mitkowskiego, "Kancelaria Kazimierza Konradowica Księcia Kujawsko-Łeczyckiego 1233-1267". Stąd dowiadujemy się, że wieś zakupili dwaj bracia Kurowie, z których młodszy znany jest również z imienia jako Józef - sprawujący urząd pisarza w kancelarii na dworze Księcia Bolesława I.

## Osadnictwo Kurów na Mazowszu i w Małopolsce
Pojawienie się Kurów na Mazowszu, jest ściśle powiązane z polityką księcia Konrada mazowieckiego, oraz z jego koncepcją zapewnienia krajowi bezpieczeństwa zagrożonego ze strony Prusów. W myśl tej polityki, w celu obrony Mazowsza od częstych napadów pogańskich, osadził książę w Dobrzyniu nad Wisłą zakon rycerski, którego zadaniem miała być ochrona pogranicza. W tym celu zwrócił się on do biskupa Prus Chrystiana, z prośbą o zorganizowanie na terenie własnego państwa, militarnego zakonu rycerskiego, któremu powierzona zostałaby misja ochrony granic ziem książęcych. Biskup spełnił tę prośbę organizując zakon zwany Kawalerami Jezusa Chrystusa lub popularnie – Braćmi dobrzyńskimi. Trzon dowódczy stanowili w nim rycerze przybyli z terenów Meklemburgii.
Kadrę zakonu stanowiło 14 rycerzy-zakonników, pod dowództwem wielkiego mistrza, wyświęconych przez biskupa Chrystiana. Część spośród nich pochodziła z okolic miasta Basedow w Meklemburgii. Byli to: Raven, Wedege, Konrad von Stur, Fridrich von Lubow, Reihard von der Lühe, Ulrich von der Lühe, Johan Heinrich von der Lühe. Wielkim mistrzem tego zakonu został rycerz Brunon – brat rodzony biskupa Chrystiana.
Do swojej misji, rycerze ci zostali wytypowani przez księcia Meklemburgii Jana I spośród rycerzy związanych z możnowładczym rodem Hahn-Basedow. Herbem rodowym tej familii był Kogut. Z linii Hahn-Basedow pochodził również Eggehardus Gallus – uczestnik pierwszej krucjaty w Prusach. Ten możnowładczy ród rycerski był pochodzenia słowiańskiego, a osiadły w Meklemburgii jako gałąź głównego pnia rodowego przybył tam z Kurlandii. Herbem tej rodziny był kogut, a każda gałąź rodu posługiwała się własną odmianą herbową. Pośród Polaków, herb ten zwany był Kurem, a rycerze posługujący się tym znakiem, określani byli Kurami, zaś na Śląsku Kokotami. Przyjęła się więc ta od-herbowa nazwa, jako zawołanie całej formacji rycerskiej, będącej w przyszłości tak zwanym rodem heraldycznym Kurów. Skład tej grupy inicjatywnej, był następnie rozszerzany, o wstępujących w szeregi zakonu Mazowszan. Oni również, wchodząc w skład roty, polskim zwyczajem, przyjmowali za własny znak dowódcy, co wypływało z kopijno-chorągiewnego ustroju jazdy w średniowieczu.
Szeregi Zakonu Braci z Dobrzynia zasilało od 1222 roku rycerstwo mazowieckie, szczególnie zaś chętnie od 1228 – momentu uposażenia zakonu przez księcia Konrada mazowieckiego w Ziemię dobrzyńską. Mieroszowski podobnie wywodzi też nazwę rzeki Kurówka, u ujścia której drużyna Kura osiadła, zakładając tam jedną z warowni, nazwaną od koguta widniejącego jako godło na chorągwi rycerskiej – Kurowem. Historię tę przytacza Marian Gumowski w swojej książce Najstarsze pieczęcie miast polskich XIII-XIV wieku. Tam czytamy, że początki Kurowa sięgają końca XII wieku i są identyfikowane z wymienionym w "Kronice" Galla Anonima – "Castrum Galli", co w tłumaczeniu na język polski jest interpretowane jako gród Kura. Około 1330 r. na miejscu wcześniejszych umocnień, został zbudowany tam gród, który przez króla Władysława Łokietka, nadany zostaje formalnie Kurom, których to jedna z familii, od roku 1370 za przyczyną Klemensa – kasztelana żarnowskiego używa już nazwiska Kurowski,  a miasto to dzięki swoim wpływom oraz majątkowi, doprowadziła do wielkiego rozkwitu i rangi stolicy powiatu.
Z rodu heraldycznego Kurów, wyodrębniły się z czasem rodziny o następujących nazwiskach : Kurowie, Kurkowie, Kurscy – (różnych herbów), Kurzewscy, Kurakowscy, Kurowscy – (różnych herbów), Kurzeccy, Kurzykowie, Kurzynowie. O etymologii tych nazwisk, jako od-herbowych, wspomina Jan Stanisław Bystroń w swojej książce Nazwiska Polskie.
Z całego rodu heraldycznego Kurów, do największego znaczenia doszli przedstawiciele zamieszkali w Małopolsce, gdzie przywędrowali w 1228 wraz z wojskiem mazowiecko-kujawskim prowadzonym przez Konrada mazowieckiego z Mazowsza, podczas zdobywania Krakowa. Brali podczas tej kampanii udział w starciu z wojskami Henryka Brodatego pod Skałą, a jako oddział najemny w 1229 otrzymali misję porwania i uwięzienia tegoż księcia, co umożliwiło Konradowi mazowieckiemu, zdobycie na okres dwóch lat tronu krakowskiego. Tam też osiedli a w powiecie szczyrzyckim założyli wieś, której od własnego imienia Kur – nadali nazwę Kurów. Stąd z kolei przybrali nazwisko przymiotnikowe – Kurowski. O osadnictwie rodu Kurów na terenie Małopolski, przypominają również nazwy miejscowości: Kokot i Kokotów. Tak bowiem niegdyś określano koguta stanowiącego godło herbowe rodu Kurów. Przypominają ponadto nazwy dawnych fortalicji rycerskich – jak "kokoci zamek" (obecnie jedynie nazwa miejsca w Kurowie bocheńskim), czy wspominany przez Jana Długosza "Curow Castrum" czyli zamek Kurów w Kurowie nowosądeckim.

## Przedstawiciele rodu heraldycznego Kurów
- Mikołaj Kiczka – archidiakon gnieźnieński
- Klemens Kurowski z Kurowa, kasztelan żarnowski – rycerz sprzymierzony z Janem Kmitą, starostą krakowskim.
- Piotr Kurowski ze Szreniawy i Kurowa
- Mikołaj Kurowski – arcybiskup gnieźnieński
- Stanisław Kur v. Kurakowski – vicesgerent chęciński, sprawujący urząd żupnika w 1744 roku[12]